# Малік Делгаті
Малік Делгаті (англ. Malik Delgaty), ім'я при народженні — Джастін Лесаж (англ. Justin Lesage, нар. 29 вересня 2000, Монреаль, Квебек, Канада) — франко-канадський порноактор, який працює у гей-порнографії. Після підписання ексклюзивного контракту з Men.com він став одним із найбільш популярних гей-порноакторів у мережі у 2022, 2023 та 2024 роках.

## Особисте життя
Малік Делгаті народився 29 вересня 2000 року в Монреалі, Квебек і має франко-канадське та німецьке походження. Раніше він був дзюдоїстом.

## Кар'єра
Через тиждень після свого 18-річчя Делгаті, який раніше працював на будівництві, почав працювати стриптизером у монреальському чоловічому стриптиз-клубі «Campus», де, за його словами, став улюбленцем шанувальників. Його батько, 20 років тому, також працював стриптизером у тому ж клубі. Під час пандемії COVID-19 він вирішив зніматися в порно після того, як його агент уклав йому угоду. Спочатку з ним зв'язалися місцеві порнографічні студії; але коли Men.com запропонував ексклюзивний контракт, він вирішив працювати з ними — і в 2020 році став «Новим обличчям Men.com».
У лютому 2021 року Делгаті знявся в рекламній кампанії колекції нижньої білизни Stripped² від DSQUARED², де він зіграв стриптизера. Він з'явився на обкладинці журналу «DNA» для їхнього щорічного випуску «Найсексуальніші чоловіки у світі» в серпні 2021 року.
Як модель на подіумі Малік з'явився на Тижні моди в Нью-Йорку (лютий 2022 року) та Тижні моди в Лос-Анджелесі (жовтень 2022 року). Він також був обличчям рекламної кампанії для колекції товарів від Men.com у серпні 2022 року.
Він дебютував у бісексуальному порно на «WhyNotBi» (у співпраці з Men.com) у сцені «Bussy Swap» у березні 2022 року та як пасив у гей-порно в листопаді 2022 року у «Top to Bottom: Malik Delgaty».

## Нагороди та номінації
| Рік  | Нагорода     | Номінація                 | Робота                | Результат | Прим.  |
| ---- | ------------ | ------------------------- | --------------------- | --------- | ------ |
| 2022 | GayVN Awards | Best Newcomer             |                       | Номінація | [ 21 ] |
| 2023 | GayVN Awards | Favorite Top              |                       | Перемога  | [ 22 ] |
| 2023 | GayVN Awards | Best Bi Sex Scene         | CineCum, WhyNotBi.com | Перемога  | [ 22 ] |
| 2023 | XBIZ Award   | Gay Performer of the Year |                       | Номінація | [ 23 ] |
| 2025 | GayVN Awards | Favorite Dom              |                       | Перемога  | [ 24 ] |

## Публічний образ
Делгаті вважає себе «натуралом» і заявляв на початку акторської діяльності: «чоловіки ніколи не приваблювали мене, до того як я потрапив на камеру», і що поза кар'єрою «моє первісне бажання все ще зосереджене на жінках». Він сказав, що хоча він гетеросексуал, є хлопці, яким він віддає перевагу під час зйомок у порно. Він також сказав, що йому подобається займатися сексом як з чоловіками, так і з жінками.
У 2021 році Queer Me Now назвав його «одною з найпопулярніших моделей на Men.com на даний момент». За даними Str8UpGayPorn, Делгаті був найбільш шуканим гей-порнозіркою у 2022 році на основі даних Google Analytics і їхніх внутрішніх даних, а Pornhub вказав його як найбільш шукану гей-порнозірку у 2023 році. У 2024 році Pornhub оголосив, що Делгаті отримав титул найпопулярнішого гей-порноактора на Pornhub Gay у 2024 році.